# Tanjung Kaliang
Tanjung Kaliang is een bestuurslaag in het regentschap Sijunjung van de provincie West-Sumatra, Indonesië. Tanjung Kaliang telt 1486 inwoners (volkstelling 2010).